# Eusèbe Renaudot
Eusèbe Renaudot, född den 20 juli 1646 i Paris, död där den 1 september 1720, var en fransk orientalist. Han var sonson till Théophraste Renaudot.
Renaudot blev medlem av Franska akademien 1689 och av Académie royale des inscriptions et médailles 1691. Han utgav Historia patriarcharum alexandrinorum jacobitarum (1713) och Liturgiarum orientalium collectio (2 band, 1715–1716) med mera.